# 30 мм калибр

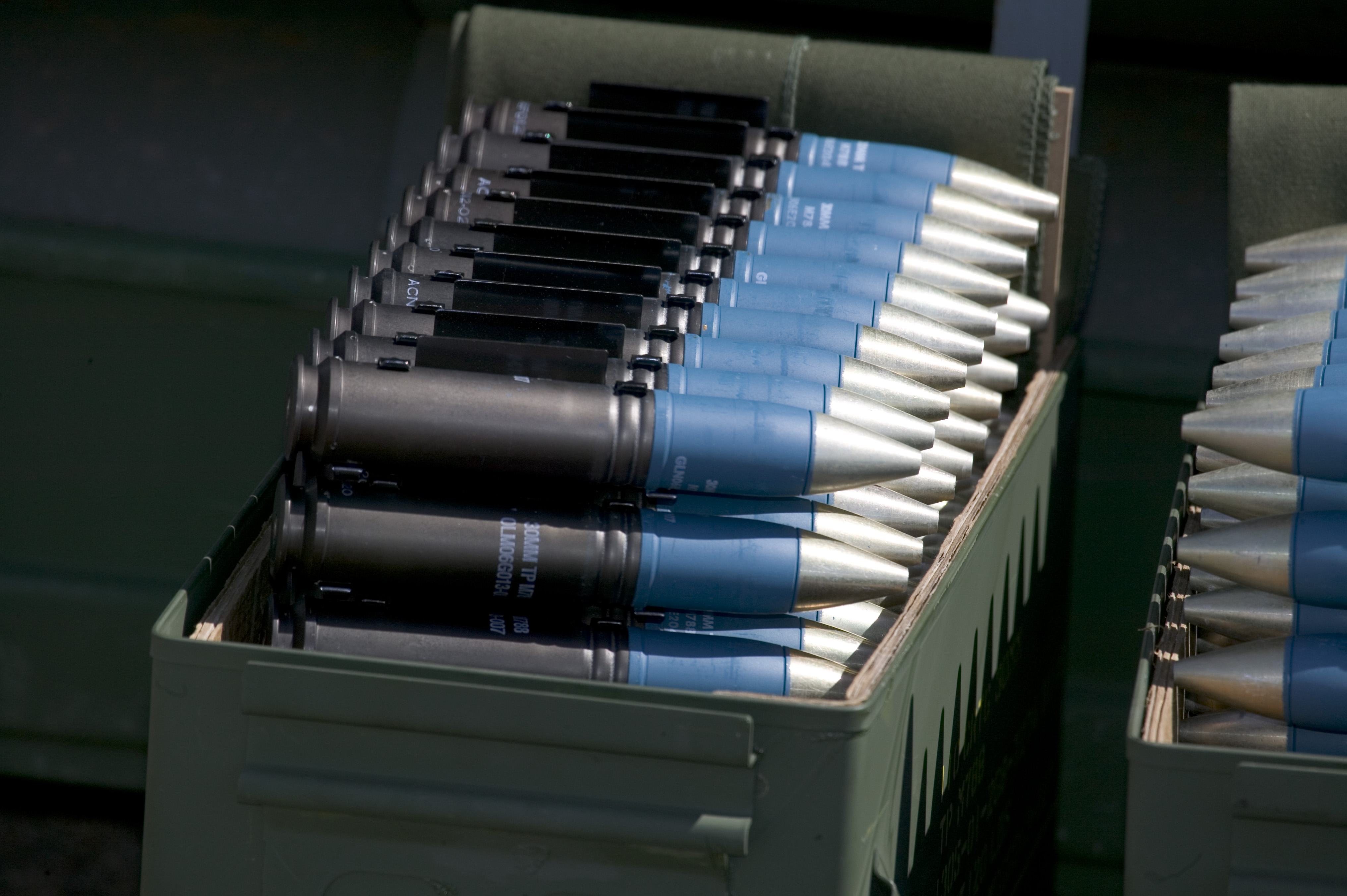
Коробки с боеприпасами 30×113 мм пушки M230 при загрузке в ударный вертолёт Apache WAH64 армейской авиации, США, 2006.

30 мм — калибр боевых припасов (боеприпасов, БП) к автоматическим пушкам.
Боеприпасы этого калибра, как правило, не используются для стрельбы по живой силе противника, но предпочтительны для поражения объектов вооружения и военной техники, в том числе, бронированных целей, включая воздушные, и укреплённые укрытия.
В Вооружённых силах России с 1980 года используется унифицированный (межвидовой — для различных видов вооружённых сил), но не взаимозаменяемый, боеприпас 30×165 мм в качестве боеприпаса вооружения вертолётов, истребителей, штурмовиков, скорострельных зенитных артиллерийских систем на кораблях и наземной бронетехнике, такой как бронетранспортёры и боевые машины пехоты.
В вооружённых силах государств-членов НАТО стандартизированы 30-мм боеприпасы калибров 30×173 мм (STANAG 4624) и 30×113 мм (STANAG 7219). К примеру, в вооружённых силах США используются оба типа: 30×173 мм  - на штурмовике А-10 Thunderbolt II, и 30×113 мм B - на ударном вертолёте AH-64 Apache.

## Типы
30-мм боеприпасы ВС Союза ССР и России поставляются обычно в трёх вариантах: бронебойные различных типов, осколочно-фугасные зажигательные (ОФЗ) и практические (учебные). Бронебойные и осколочно-фугасные выстрелы, как правило, обладают также зажигательным действием.

## Оружие

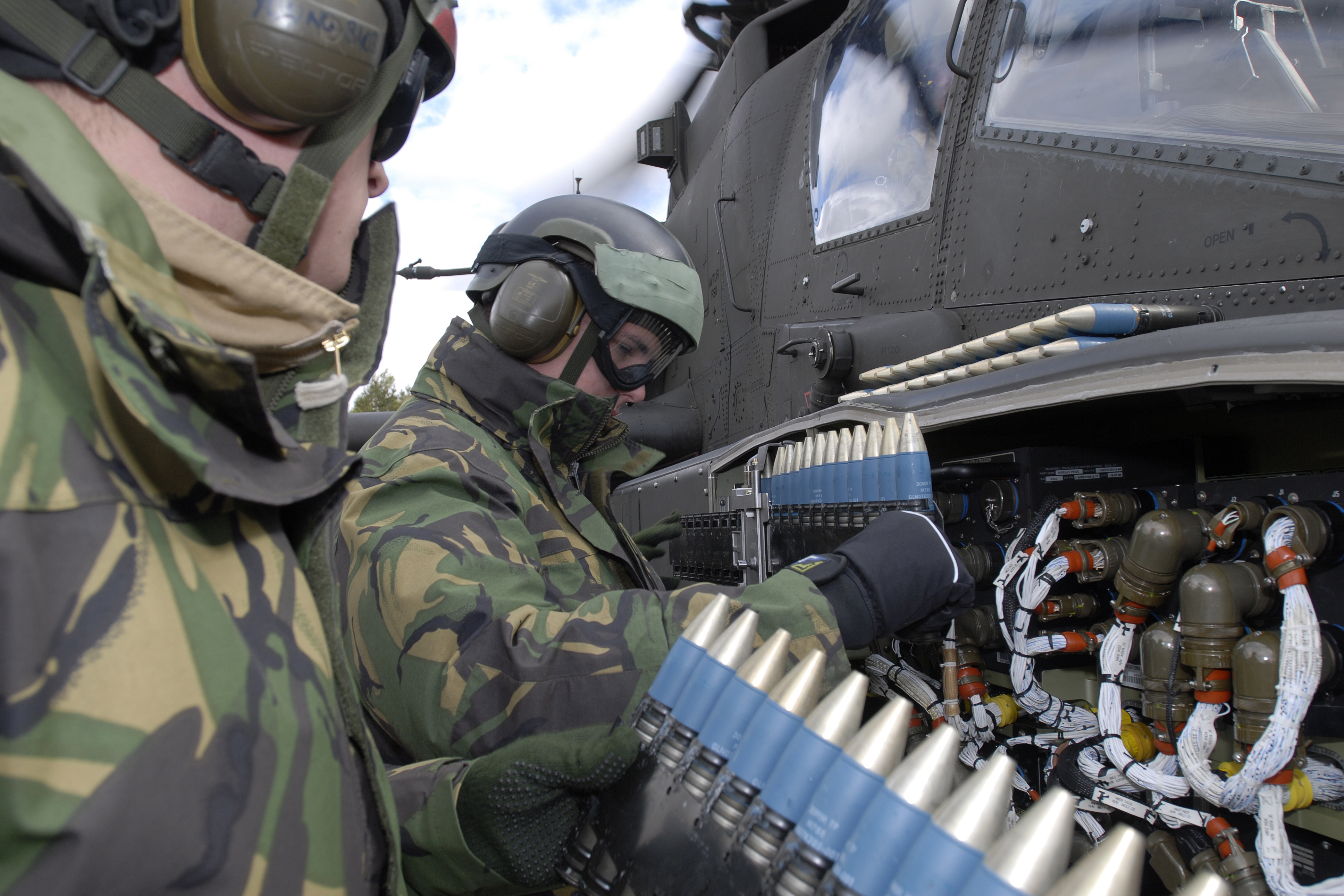
Личный состав армейской авиации загружает боекомплект на борт ударного вертолёта «Апач» во время учений на базе Оттербурн Рейнджес в Нортумберленде.

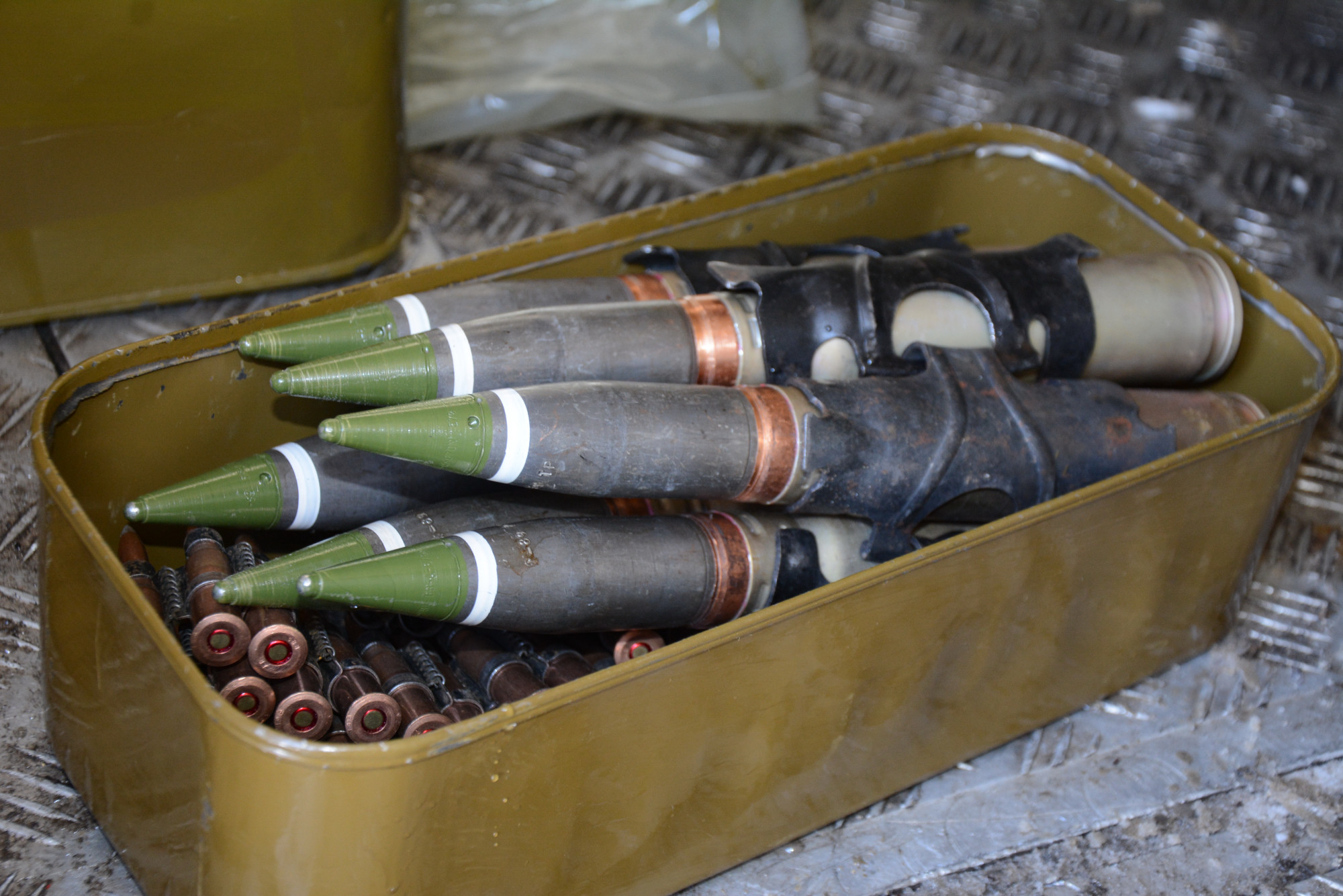
Боеприпасы 30×165 мм

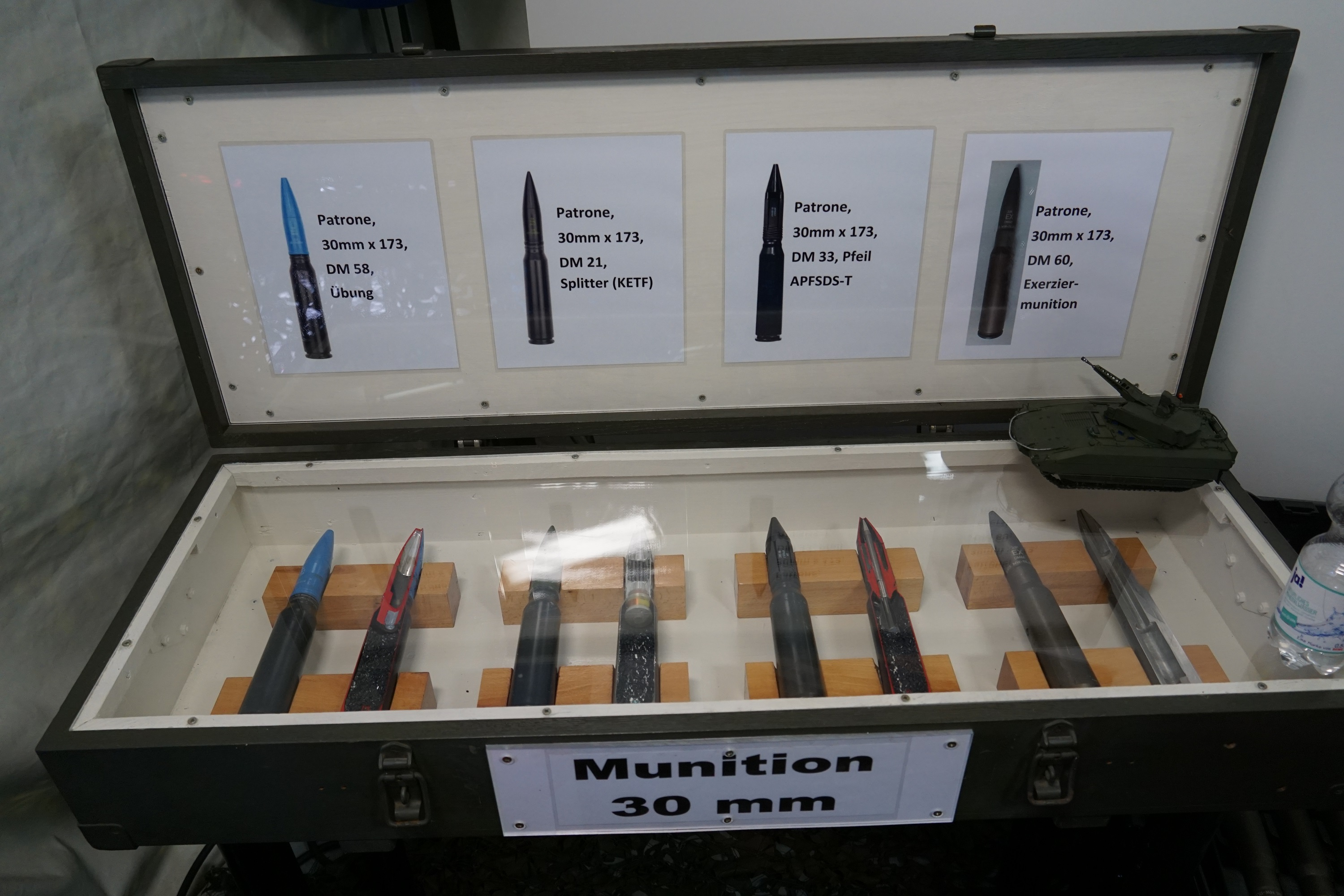
30×173 мм боеприпасы БМП «Пума». Слева - направо: практический DM 58, осколочный (KETF) DM 21, стреловидный (БОПТС) DM 33, учебный DM 60.

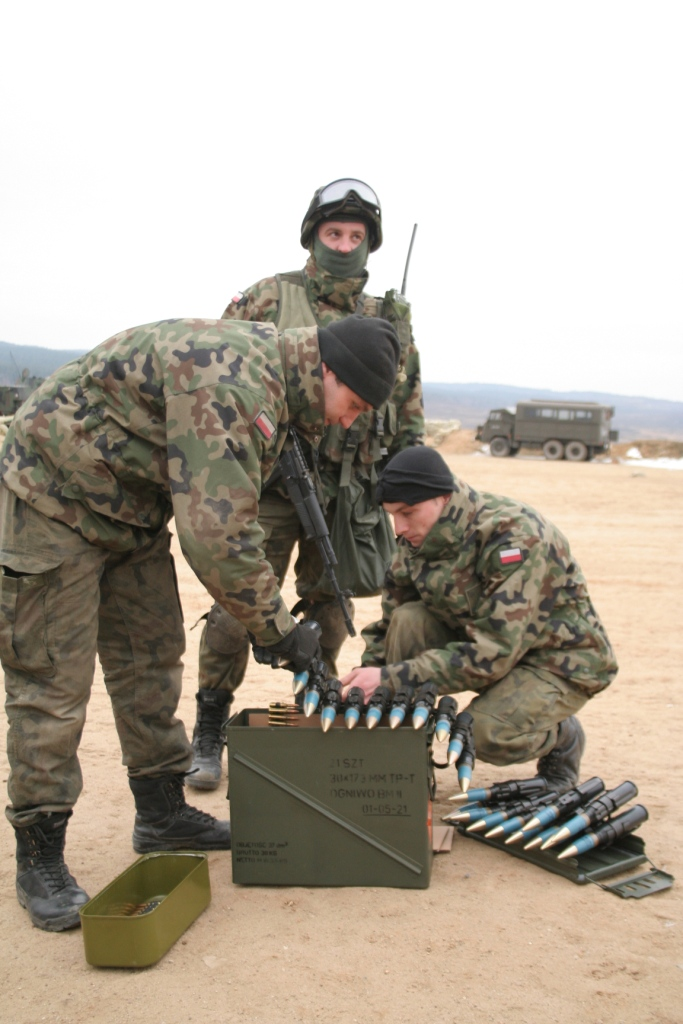
Польские военнослужащие с лентой практических выстрелов 30×173 мм. Корпус снаряда окрашен в голубой цвет.

### Послевоенное
30×113 мм B
- M230 (США, 1975—…)

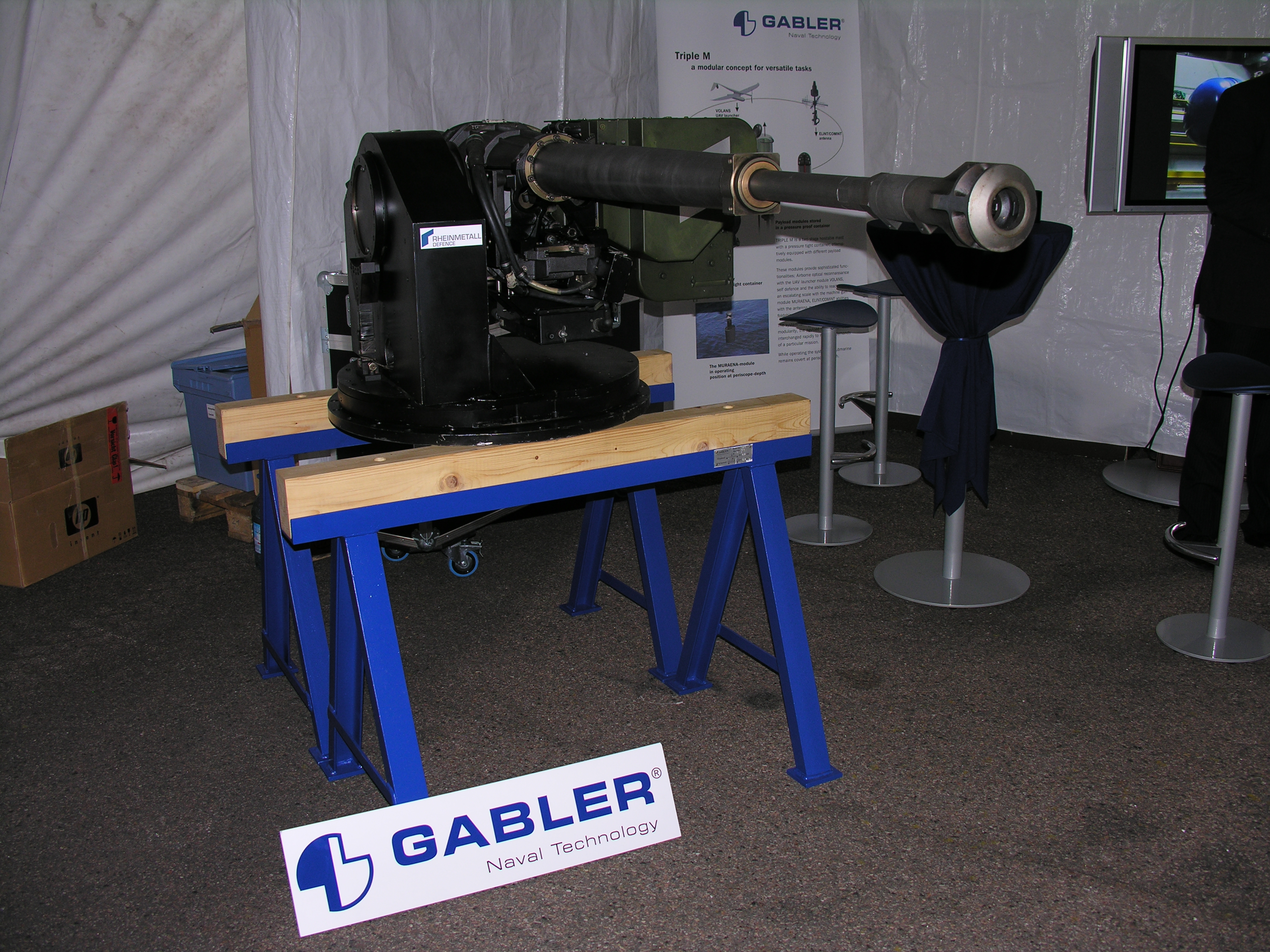
Rheinmetall RMK30 (выставка TechDemo 2008)

- ADEN (английская револьверная авиапушка, 1954—…)
- DEFA 550 (французская револьверная авиапушка, 1954—…)
- GIAT 30 M 781 (французская револьверная авиапушка)

30×150 мм B
- GIAT 30 M 791 (французская авиапушка)

30×155 мм B
- НР-30 (советская авиапушка 1950-х гг.)

30×165 мм
- ГШ-30-1 (советская авиапушка)
- ГШ-30-2 (советская авиапушка)
- ГШ-6-30 (советская ПВБС)
- 6К30ГШ (советская ПВБС)
- АК-630 (советская автоматическая корабельная артиллерийская установка)
  - АК-630М-2
  - АК-630М1-2
- АК-306 (советская автоматическая корабельная артиллерийская установка)
- 2А42
- 2А72
- 2А38

30×170 мм
- L21A1 RARDEN
- KCB

30×173 мм
- GAU-8 Avenger боерипас с алюминиевой гильзой для ВВС
- Mark 44 (Bushmaster II)
- EMAK 30 Denel Land Systems (ЮАР)
- Maadi Griffin
- Rheinmetall Mk 30
- Эрликон КСА (Швейцария)
- Goalkeeper ЗРАК (Нидерланды,1980-е годы-)
- Тип 730 ЗРАК (Китай,1993-)
- Тип 1130 ЗРАК (Китай)
- Ч/PJ14(КС/AN2) (Китай)
- Ч/PJ17 (Китай)
- Маади Гриффин 30мм (США, винтовка)

30×192 мм
- Zastava M86
- Zastava M89

30×210 мм B
- АК-230 (советская автоматическая корабельная артиллерийская установка)

30×210 мм
- M53/59 Praga (Чехословакия, 1957-)

30×250 мм Caseless
- Rheinmetall RMK 30 (опытная немецкая безоткатная пушка под боеприпас со сгорающей гильзой, скорострельность - 300 выстрелов в минуту, эффективная дальность стрельбы – 2 км[1]).

### Довоенное и военного времени
30×90 мм RB
- MK 108 (немецкая авиапушка, ВМВ)

30×92 мм RB
- Тип 2 (японская авиапушка, ВМВ)

30×114 мм
- Ho-155 (японская авиапушка, ВМВ)

30×122 мм
- Тип 5 (японская авиапушка, ВМВ)

30×184 мм B
- MK 101 (немецкая авиапушка, ВМВ)
- MK 103 (немецкая авиапушка, ВМВ)